# Street Fighter III: 3rd Strike - Fight for the Future
Street Fighter III: 3rd Strike - Fight for the Future (ストリートファイターIII 3rd STRIKE -Fight for the Future) est un jeu de combat en un contre un développé par Capcom Production Studio 2 et édité par Capcom sur CP System III en mai 1999,.
Ce titre de la série Street Fighter — la troisième version du troisième opus — est d’abord sorti sur borne d’arcade avant de faire une première apparition sur la console Dreamcast en 2000. Le titre est paru plus tardivement sur les plates-formes Xbox et PlayStation 2, plus proches de la version arcade d’origine. Une version haute définition baptisée « Online Edition » est sortie en août 2011 sur PlayStation 3 et Xbox 360, et jouit de graphismes améliorés, ainsi que d'une bande-son revue pour l'occasion.
Sortie en mai 1999, la troisième et dernière mouture de Street Fighter III réintègre les légendaires World Warriors Chun-Li et Akuma et rajoute quatre nouveaux personnages  : Makoto, Remy, Q et Twelve,, pour un total de vingt personnages. 

## Système de jeu
Street Fighter III: 3rd Strike - Fight for the Future reprend les bases posées par Street Fighter III: 2nd Impact - Giant Attack.
Le système de jeu semble assez classique à première vue avec les habituelles jauges de furie (le terme employé ici étant « Super Art ») permettant, une fois remplies, de déclencher des coups dévastateurs. Le joueur ne pourra d'ailleurs choisir pour son personnage qu'une seule et unique furie parmi trois proposées. Mais un élément apporte une nouveauté : le « parry ». D’une pression vers l’avant sur la croix directionnelle au moment où un coup est censé l'atteindre, le joueur peut contrer ce dernier tout en s'octroyant une fraction de seconde pour riposter. La manœuvre est réalisable pour les coups « bas » par une pression vers le bas. Mis à part quelques exceptions tous les coups et furies peuvent être contrés bien que certains nécessitent un timing très serré. Les coups spéciaux quant à eux bénéficient pour la plupart d'une version plus puissante en pressant sur deux boutons au lieu d'un seul ; ces coups appelés « EX » ouvrent d'autres possibilités mais consomment une partie de la jauge de furie et sont donc à utiliser avec parcimonie par les joueurs.

## Lexique avancé
- Le cancel : Il s'agit d'une technique d'attaque qui consiste à annuler (d'où le terme anglophone) un coup de base ou un coup spécial par un autre mouvement. Elle est surtout utilisée pour casser la garde de l'adversaire par un coup peu puissant mais hautement prioritaire afin d'assurer par la suite le succès d'un combo dévastateur, voire d'une furie (la manœuvre porte dans ce cas précis le nom de super cancel).
- Le quick stand : Lorsque le joueur se trouve projeté au sol lors d'un affrontement, il est possible d'entreprendre une manœuvre de dégagement. En appuyant une fois sur la direction « bas » au moment où le personnage touche le sol, il effectuera une roulade vers l'arrière pour éviter le pressing du joueur adverse. Cette technique permet de se relever plus vite, et dans certaines situations d'éviter de subir un imbloquable.
- Les imbloquables : Absents de la conversion Dreamcast, les imbloquables refont leur apparition dans les portages PlayStation 2 et Xbox. Cet élément de gameplay permet de passer outre à la garde de l'adversaire pour l'attaquer, mais n'est utilisable que par un nombre limité de personnages tels Oro ou Urien. En utilisant la furie adéquate, il est possible de créer un piège où l'adversaire est agressé à sa droite et à sa gauche, à la fois par la furie en question et par les coups que lui assène simultanément l'attaquant. Ceci a pour effet immédiat d'inhiber sa protection et de le rendre durant un court laps de temps, totalement vulnérable.
- Les kara throw (ou kara-choppe) : Une technique difficile d'accès. Il s'agit d'effectuer une saisie alors que la distance séparant les personnages est légèrement trop grande pour cette action, grâce à un cancel amenant une prise effective au corps à corps. L'animation du coup déclenché en préambule permet en effet de gagner quelques centimètres pour se rapprocher de l'adversaire et le surprendre. La manœuvre varie selon le personnage utilisé. Tous les personnages peuvent effectuer un kara throw, mais seuls certains personnages tirent un réel avantage de cette technique (Q par exemple arr+MP~LK+LP).
- Le partition charge : L'exécution de certains coups spéciaux requiert une charge. Il s'agit d'une manipulation introduite par le personnage de Guile dans Street Fighter II qui consiste à maintenir une touche de direction (« bas » ou « arrière ») enfoncée pendant un laps de temps, pour ensuite enclencher simultanément la direction opposée et un bouton de frappe. Dans le cas du partition charge, le jeu autorise le relâchement de la touche de direction pendant une fraction de seconde, ce qui permet au joueur d'effectuer des actions intermédiaires sans annuler la charge du coup spécial qu'il a préparé antérieurement.

## Musique
L'ambiance musicale est l'œuvre de Hideki Okugawa, et présente un éclectisme prononcé. Si les thèmes des menus sont orientés rap et hip-hop, on retrouve pêle-mêle dans le jeu des sonorités groove, techno, house (stage de Dudley), big beat (stage d'Urien), drum & bass voire jungle (à travers les amen breaks omniprésents lors des combats chez Akuma, Gill ou Necro et Twelve). 
Des références plus ou moins voilées sont également présentes, les musiques de Q ou de Yun et Yang renvoyant immédiatement au thème de James Bond.

### Liste des titres de la bande-son
L'album est publié le 7 juillet 1999 au Japon au format CD et MiniDisc via le label 	Suleputer.
| No  | Titre                                          | Durée |
| --- | ---------------------------------------------- | ----- |
| 1.  | Opening Demo                                   | 0:34  |
| 2.  | Player Select                                  | 3:32  |
| 3.  | Just Before the Battle                         | 0:05  |
| 4.  | Chun-Li Stage -China Vox-                      | 3:05  |
| 5.  | Alex & Ken Stage -Jazzy NYC '99-               | 3:14  |
| 6.  | Remy Stage -The Beep-                          | 3:05  |
| 7.  | Makoto Stage -Spunky-                          | 3:31  |
| 8.  | Ryu Stage -Kobu (鼓舞)-                        | 3:17  |
| 9.  | Necro & Twelve Stage -Snowland-                | 3:49  |
| 10. | Sean & Oro Stage -The Longshoreman-            | 3:51  |
| 11. | Bonus Game 1                                   | 1:04  |
| 12. | Elena Stage -Beats In My Head (Tribal Dance)-  | 3:20  |
| 13. | Ibuki Stage -Twilight-                         | 2:27  |
| 14. | Gouki Stage -Killing Moon-                     | 2:44  |
| 15. | Hugo Stage -The Circuit-                       | 3:28  |
| 16. | Yun & Yang Stage -Crowded Street (Third Edit)- | 3:36  |

| No  | Titre                                      | Durée |
| --- | ------------------------------------------ | ----- |
| 17. | Dudley Stage -You Blow My Mind-            | 3:13  |
| 18. | The Theme Of Q -Q-                         | 3:38  |
| 19. | Bonus Game 2                               | 1:24  |
| 20. | Urien Stage -Crazy Chili Dog-              | 2:33  |
| 21. | Gill Appears!                              | 3:13  |
| 22. | Gill Stage -Psych Out-                     | 3:46  |
| 23. | Stage Results                              | 0:44  |
| 24. | Stage Select & Score Ranking               | 0:24  |
| 25. | Judgement                                  | 0:27  |
| 26. | Now, Fight A New Rival!                    | 0:06  |
| 27. | Continue?                                  | 0:23  |
| 28. | We Await Your Return, Warrior! (Game Over) | 0:07  |
| 29. | Final Results                              | 0:25  |
| 30. | Ending 1                                   | 1:26  |
| 31. | Ending 2                                   | 1:38  |
| 32. | Staff Roll                                 | 1:36  |

## Liste des personnages
Le jeu propose une galerie de personnages conservant quatre des figures de proue de la série : Ryu, Ken, Chun-Li et Akuma, tout en y ajoutant 16 visages inédits, ce qui porte le total à 20 personnages. Remy est le premier combattant français de la série des Street Fighter.
- Ryu
- Ken Masters
- Chun-Li
- Gouki
- Hugo Andore
- Alex
- Sean Matsuda
- Remy
- Yun
- Yang
- Necro
- Elena
- Ibuki
- Makoto
- Dudley
- Oro
- Q
- Twelve
- Urien
- Gill (console)

Street Fighter III ne pratique pas le sprite mirroring (retournement des sprites). Ainsi, lorsqu'un personnage se retourne, l'image n'est pas simplement retournée sur son axe vertical : c'est une autre image, qui permet de conserver les détails n'apparaissant que d'un côté du personnage. Gill, par exemple, dont le corps est coloré d'un côté en rouge et de l'autre en bleu, montrera l'un des deux côtés lorsqu'il sera à gauche, et l'autre lorsqu'il sera à droite de l'écran.
La chose n'a cependant pas été conservée dans les opus ultérieurs, ou par exemple Vega voit dans les quatrième et cinquième opus sa griffe changer de main sitôt qu'il se retourne, ce qui brise le réalisme de la chose.

## Équipe de développement
- Conception des personnages : Who, Ikusan Z, D=Kurita, Chimorin SHOGUN, Sibaki, Chunzenji&Rute, Tsuyoshi, Jun-Ikawa, Toshihiro Suzuki, Noya-T, Seiji Yano, Naoi "Hell" Ryosuke, Tomo, Hirano=Daichi, Izumi.N, Akiman
- Conception des décors : Imahori 75 %, Sugiyama 50 %, Youko Fukumoto, Yuki Kyoutani, Sawatch, Atushi, Ryo Uno, Yusuke Saiwai, Kenichi Yamahashi
- Artwork original : Daigoro, Harumaru
- Conception du logo : Y.Uchida
- Programmation : Kazuhito Nakai, Nobuya "LT1" Yoshizumi, Yuko Kawamura (Tate), Hiroshi Nakagawa (Raoh), Y&M.Inada (Ine), Mashito Oh!Ya!, Akihiro Yokoyama
- Musique : Hideki Okugawa
- Effets sonores : Satoshi Ise, Y.Sandou
- Chefs de projet : Neo_G H.Ishizawa, Haruo Murata, Numach (T.O), Yasunori Ichinose, Sada 36
- Producteurs : Noritaka Funamizu, Kouji Nakajima
- Producteur général : Yoshiki Okamoto

## Voix
- Ryu : Tōru Ōkawa
- Ken : Yūji Kishi
- Chun-Li : Atsuko Tanaka
- Sean : Mitsuo Iwata
- Yun : Kentarō Itō
- Yang : Masakazu Suzuki
- Ibuki : Yuri Amano
- Elena : Mie Midori
- Oro : Takashi Matsuyama
- Akuma : Tomomichi Nishimura
- Makoto : Makoto Tsumura
- Remy : Eiji Sekiguchi
- Urien, Necro, Twelve, Gill : Lawrence Bayne
- Alex : Patrick Gallagan
- Dudley : Francis Diakewsky
- Q, Hugo : Len Carlson

## Portages
- Dreamcast : 2000
- PlayStation 2 : 2004 (États-Unis et Japon)
- PlayStation 2 : 2004 dans la compilation Street Fighter Anniversary Collection
- Xbox : 2004 dans la compilation Street Fighter Anniversary Collection (29 octobre 2004 en Europe)
- Xbox 360, PlayStation 3 : Street Fighter III 3rd Strike : Online Edition (24 août 2011) (Xbox Live, PlayStation Network)
- Nintendo Switch, PlayStation 4, Xbox One : Street Fighter 30th Anniversary Collection (29 mai 2018)